# Богатское (Павлодарская область)
Богатское (каз. Богатск) — упразднённое село в Павлодарском районе Павлодарской области Казахстана. Входило в состав Романовского сельского округа. Ликвидировано в 1940-е годы.

## История
Село Богатское основано в 1912 г. русскими крестьянами в урочище Сапар Крестьянской волости. 